# Eems Dollard Regio
De Eems Dollard Regio (EDR) is een grensoverschrijdend openbaar lichaam in het noordelijkste Nederlands-Duitse grensgebied en werd opgericht in 1977. Het doel van de EDR is om als informatie- en coördinatiepunt de samenwerking tussen de provincies Groningen, Drenthe, Friesland en aan Duitse kant de Landkreise Emsland, Leer, Aurich, Friesland, Vechta en Cloppenburg te ondersteunen en bestaande contacten te intensiveren. Daardoor moeten de voordelen van een Europa dichtbij op verschillende terreinen worden herkend, ondersteund en benut. De EDR voert het grensoverschrijdende samenwerkingsprogramma Interreg A uit van de EU, met co-financiering van het Rijk, Provincies en Niedersachsen. Het kantoor van de EDR is gevestigd aan de Nederlands-Duitse grens te Bad Nieuweschans.

## Leden
Momenteel telt de EDR ongeveer 80 leden. Het gaat daarbij om verscheidene publiekrechtelijke lichamen: Gemeenten, Samtgemeinden, Städte, Landkreise, Industrie- und Handelskammern, Handwerkskammern en de Ostfriesische Landschaft. 

## Doelstellingen en taken
Bij alle taken die de EDR heeft, functioneert zij als centraal, grensoverschrijdend informatie- en coördinatiepunt. Sinds de oprichting in 1977 streeft de EDR er naar de aandacht van de leden aan weerszijden van de grens te vestigen op gemeenschappelijke belangen. Om deze doelstelling te realiseren heeft de EDR onder andere als taak om de contacten tussen bevolking en politiek te intensiveren en te ondersteunen. Daardoor helpt zij bestaande barrières tussen landen te overwinnen. Verder adviseert en ondersteunt de EDR organisaties, ondernemingen en burgers bij Nederlands-Duitse zaken en vertegenwoordigt zij de belangen van de grensregio en haar leden bij nationale en internationale instanties. Bovendien draagt de EDR zorg voor het realiseren en uitvoeren van het INTERREG V A-programma van de Europese Unie.
Om deze taken te realiseren staan de EDR financiële middelen ter beschikking waarmee een breed scala van activiteiten wordt ontplooid. De basis voor de financiering van de activiteiten van de EDR wordt gevormd door de bijdragen van de leden, provincies en de Europese Unie.

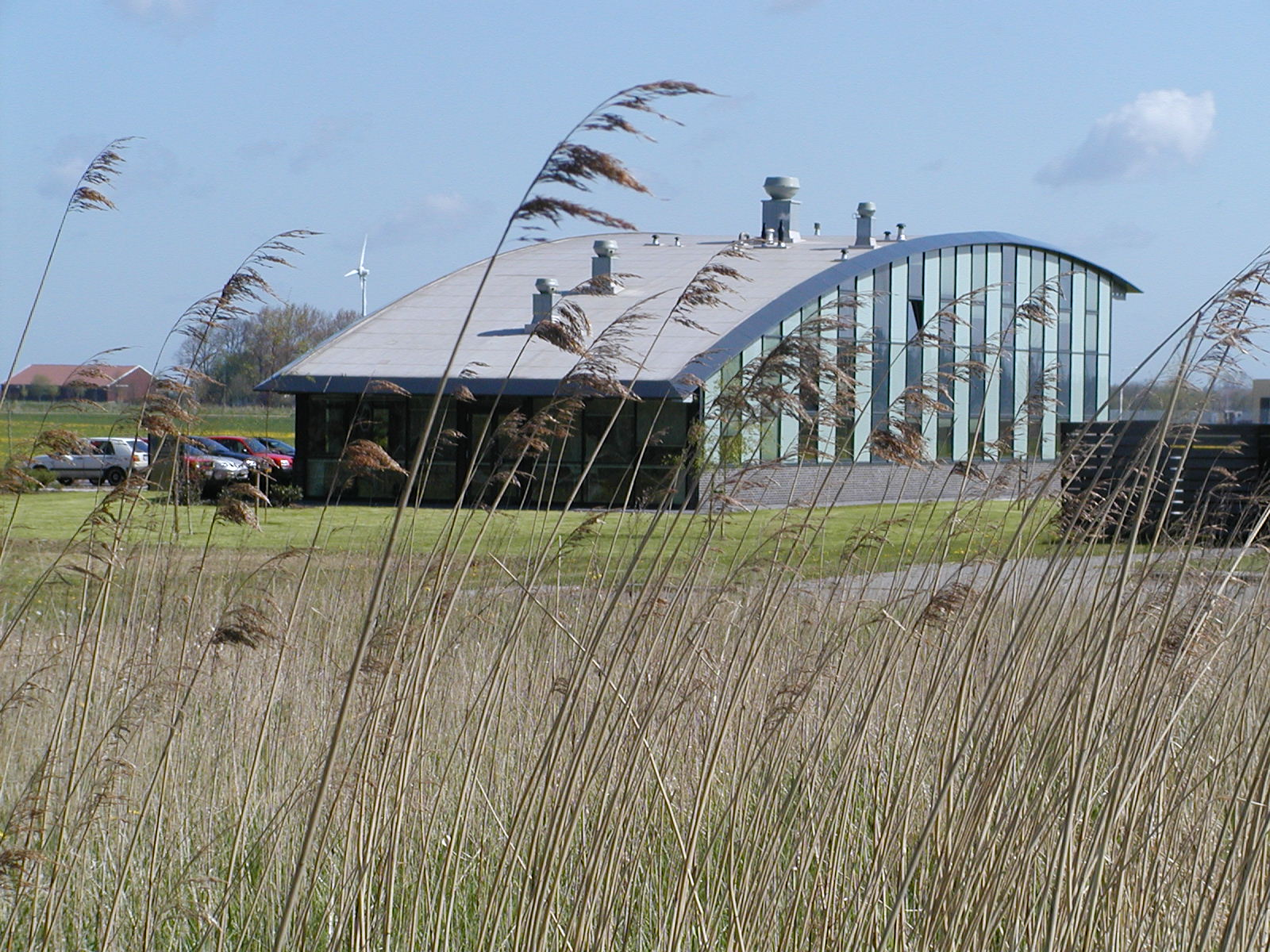
Secreteriaat van de EDR in Bad Nieuweschans

## EDR-Raad
De EDR-Raad is het hoogste orgaan van de EDR. Ieder lid van de EDR vaardigt twee vertegenwoordigers af naar de Raad. Twee keer per jaar komt de Raad bijeen om de belangrijkste gemeenschappelijke projecten en doelstellingen uitvoerig te bespreken.  

## Dagelijks Bestuur
Het Dagelijks Bestuur van de EDR wordt door de EDR-Raad voor twee jaar gekozen. Het bestaat uit acht Nederlandse en acht Duitse leden: de voorzitter en de penningmeester en tevens hun vervangers en twaalf andere leden. Het bestuur vergadert doorgaans tweemaandelijks en bereidt grensoverschrijdende projecten en initiatieven voor. Bovendien vertegenwoordigt het Dagelijks Bestuur de belangen van de regio in regionale, nationale en Europese commissies. Het voorzitterschap van het Dagelijks Bestuur wisselt elke twee jaar tussen een Nederlandse en een Duitse vertegenwoordiger.
1. Cora-Yfke Sikkema (voorzitter), burgemeester van de gemeente Oldambt
2. Matthias Groote (plv. voorzitter), Landrat van de Landkreis Leer
3. Raymond Wanders (penningmeester), wethouder van de gemeente Emmen
4. Olaf Meinen (plv. penningmeester), Landrat van de Landkreis Aurich
5. Renze Bergsma, burgemeester van de gemeente Coevorden
6. Marc-André Burgdorf, Landrat van de Landkreis Emsland
7. Max-Martin Deinhard, directeur van de IHK Ostfriesland en Papenburg
8. Holger Heymann, Landrat van de Landkreis Wittmund
9. Markus Honnigfort, burgemeester van de Stadt Haren (Ems)
10. Ard van der Tuuk, burgemeester van de gemeente Westerkwartier
11. Jaap Velema, burgemeester van de gemeente Westerwolde
12. Johann Wimberg, Landrat van de Landkreis Cloppenburg
13. Hermann Wocken, burgemeester van de Samtgemeinde Dörpen
14. Agnes Mulder (adviserend lid), directeur van VNO-NCW Noord